# Nothobranchius albimarginatus
Nothobranchius albimarginatus é uma espécie de peixe da família Aplocheilidae.
É endémica de Tanzânia.
Os seus habitats naturais são: rios intermitentes e áreas húmidas dominadas por vegetação arbustiva.